# Qışlaqabbas
Qışlaqabbas è un comune dell'Azerbaigian situato nel distretto di Şərur.